# Апостол Христодулу
Апостол (на гръцки: Απόστολος, Апостолос) е гръцки духовник, митрополит на Вселенската патриаршия.

## Биография
Роден е с фамилията Христодулу (Χριστοδούλου) в 1856 година в село Агии Теодори на остров Имброс. В 1881 година завърщва Семинарията на Халки. През същата година е ръкоположен за дякон. През 1882 година започва да учи в Киевската духовна академия. След завърщването си преподава в Халки, а от 1899 година е директор на училището. На 8 юли 1901 година е ръкоположен за титулярен ставруполски митрополит. Ръкополагането е извършено от патриарх Йоаким III Константинополски в съслужение с митрополитите Григорий Янински, Стефан Митимнийски и Поликарп Варненски. На 29 юни 1906 година е избран за берски митрополит. На 26 август 1909 година е прехвърлен на катедрата в Сяр. През април 1913 година заедно с викарния си епископ Амвросий Христуполски помага на заразените с холера. След като българската армия окупира града в 1916 година по време на Първата световна война, митрополит Апостол се затваря в митрополията, където умира на 14 януари 1917 година.